# Ектор Б'янчотті
Ектор Б'янчотті ( Héctor Bianciotti; 18 березня 1930, Луці — 11 червня 2012, Париж) — аргентинський і французький письменник італійського походження.

## Біографія
Син емігрантів з П'ємонту. Навчався у францисканської семінарії в провінції Буенос-Айрес. Дебютував книгою віршів в 1955. У тому ж році покинув країну, жив в Італії, Іспанії, з 1961 — у Франції.
У 1950-ті — 1960-ті роки кілька разів знявся в кіно, в тому числі — у фільмі Леопольдо Торре Нільссона «Дні ненависті» (1954, за новелою Борхеса Емма Цунц).
Працював у видавництві «Галлімар». Як літературний критик регулярно друкувався в La Quinzaine littéraire, пізніше — в «Нувель Обсерватер», з 1986 — в «Ле-Монд». Опублікував іспанською мовою кілька романів, п'єсу. У 1981 отримав французьке громадянство, повністю перейшов на французьку мову.
18 січня 1996 року Б'янчотті був обраний до Французької академії (крісло 2), змінивши Андре Фросара.
Помер 12 червня 2012 року.

## Твори
- Les Déserts dorés (1967)
- Celle qui voyage la nuit (1969)
- Les Autres, un soir d'été (1970)
- Ce moment qui s'achève (1972)
- La Traité des saisons (1977)
- L'Amour n'est pas aimé (1982)
- Sans la miséricorde du Christ (1985)
- Seules les larmes seront comptées (1988)
- Ce que la nuit raconte au jour (1992)
- Le Pas si lent de l'amour (1995)
- Comme la trace de l'oiseau dans l'air (1999)
- Une passion en toutes lettres (2001)
- La nostalgie de la maison de Dieu (2003)